# Ураково (Білокатайський район)
Ура́ково (рос. Ураково) — присілок у складі Білокатайського району Башкортостану, Росія. Входить до складу Атаршинської сільської ради. Колишні назви — селище Ураковської Ферми совхоза, Ураковська ферма совхоза.

## Населення
Населення — 173 особи (2010; 243 в 2002).

### Національний склад
Національний склад:
- башкири — 59 %
- росіяни — 31 %